# 北海道道1148号札幌恵庭自転車道線

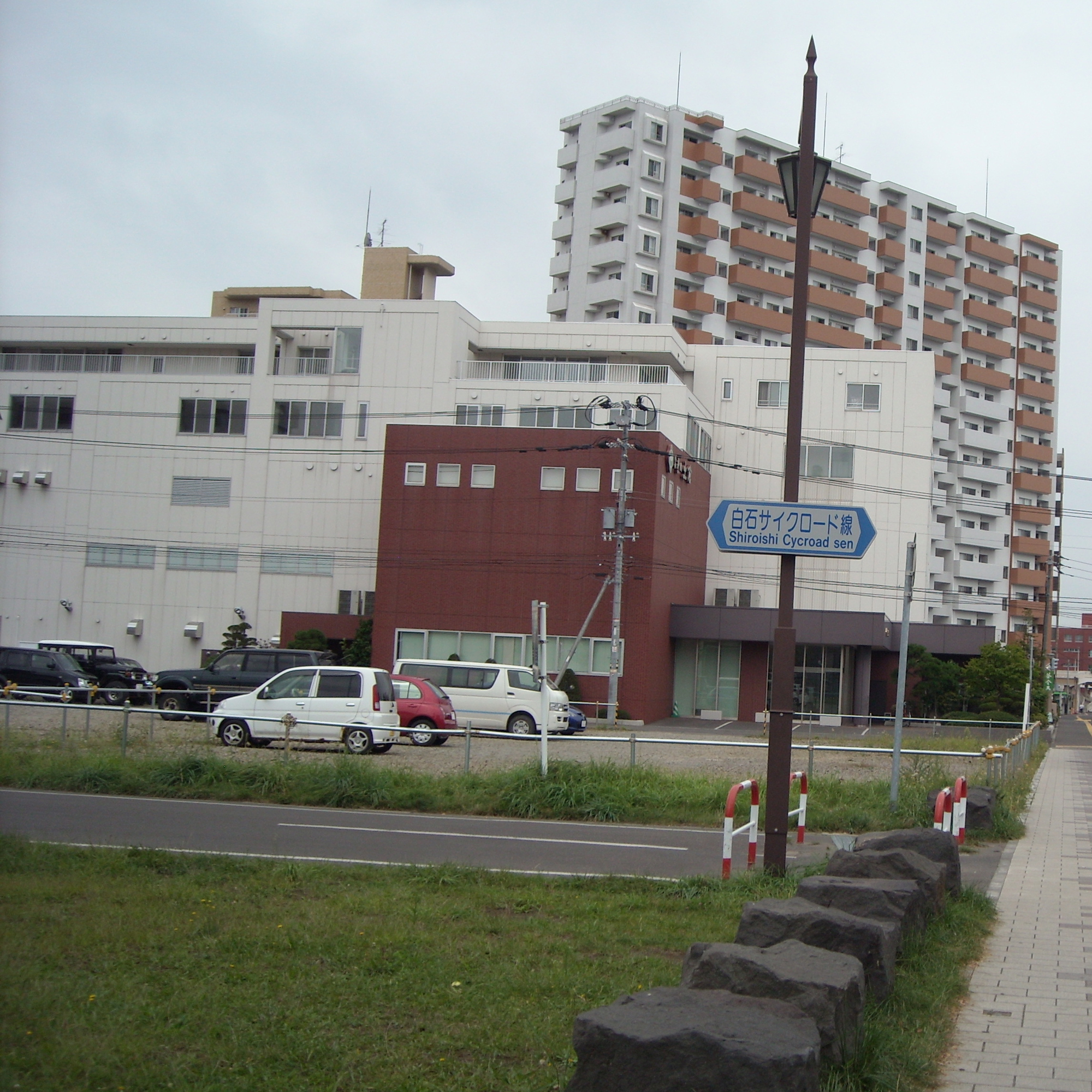
旧起点（札幌市営地下鉄東西線東札幌駅付近）

北海道道1148号札幌恵庭自転車道線（ほっかいどうどう1148ごう さっぽろえにわじてんしゃどうせん）は、北海道札幌市白石区と北広島市を結ぶ一般道道である。自転車歩行者専用道路で、札幌市域は札幌市管理路線。

## 概要
通称は「札幌恵庭（北広島）自転車道路」。札幌市内では白石区区間を「白石こころーど」、厚別区区間を「陽だまりロード」、2004年（平成16年）に開通した北広島市区間は「エルフィンロード」と呼称される。北広島市中心部では「共栄広島通」・「メイプル通」の別名で呼ばれている。
以前は札幌市内では「白石サイクリングロード」と呼ばれていたが、「『サイクリングロード』という名前では自転車優先という印象が強い」等の意見を踏まえ、より歩行者も利用しやすく愛着を持ってもらえるよう、厚別区では2008年、白石区では2015年に公募により新たな愛称を決定した。
現在、開通区間の大部分は、1973年（昭和48年）に廃止された旧日本国有鉄道（国鉄）千歳線の跡地を転用したものである。JR北広島駅を少し過ぎた地点まで完成しており、起点側が道道滝野上野幌自転車道線に接続し、終点側はJR恵庭駅前まで延長する予定になっている。
路線は、北広島市内で千歳線と並走する。数か所を除き、車道との交差は、陸橋かアンダーパスである。

### 路線データ
現在
- 起点：北海道札幌市白石区東札幌6条1丁目（札幌コミュニケーションパークSORA）
- 終点：北海道北広島市中央6丁目
- 総延長：19.8km（札幌市管理11.5km）

延伸計画予定
- 起点：札幌市中央区北2条東20丁目
- 終点：恵庭市
- 総延長：31.8km

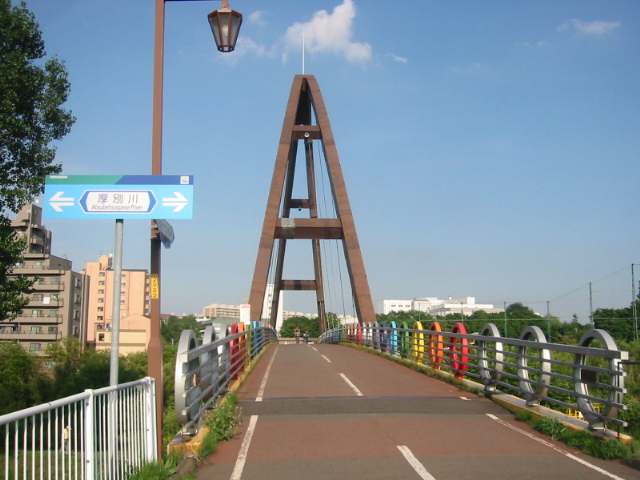
北星学園大学付近の虹の橋にて撮影
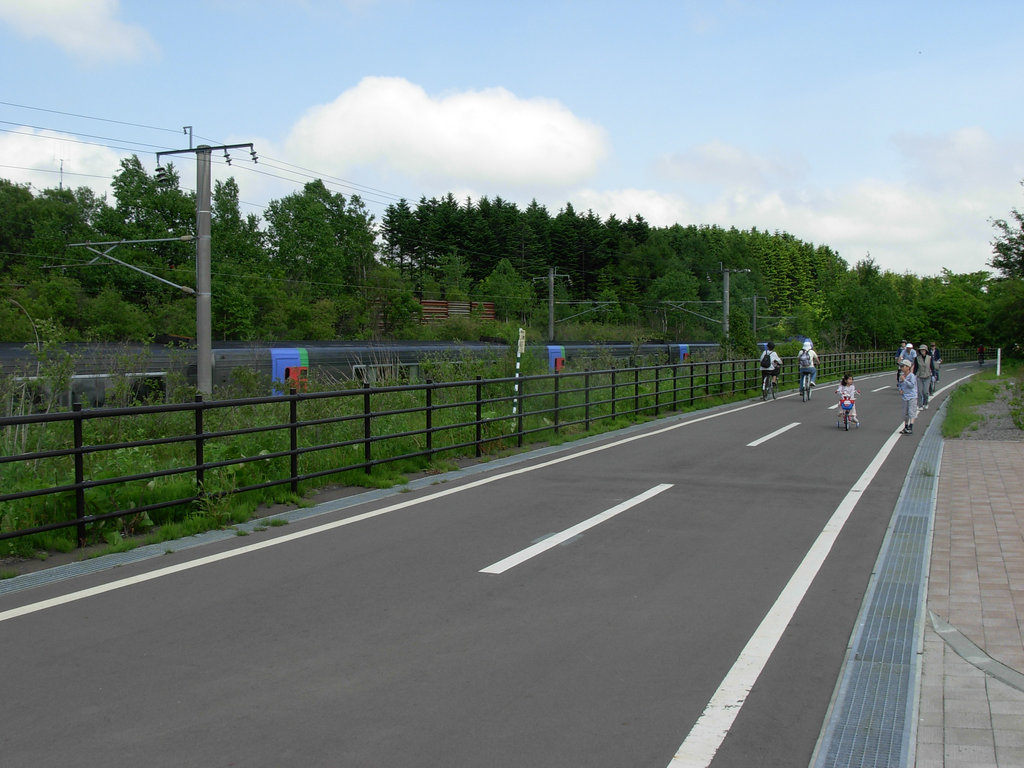
エルフィンロードと千歳線（2007年6月）
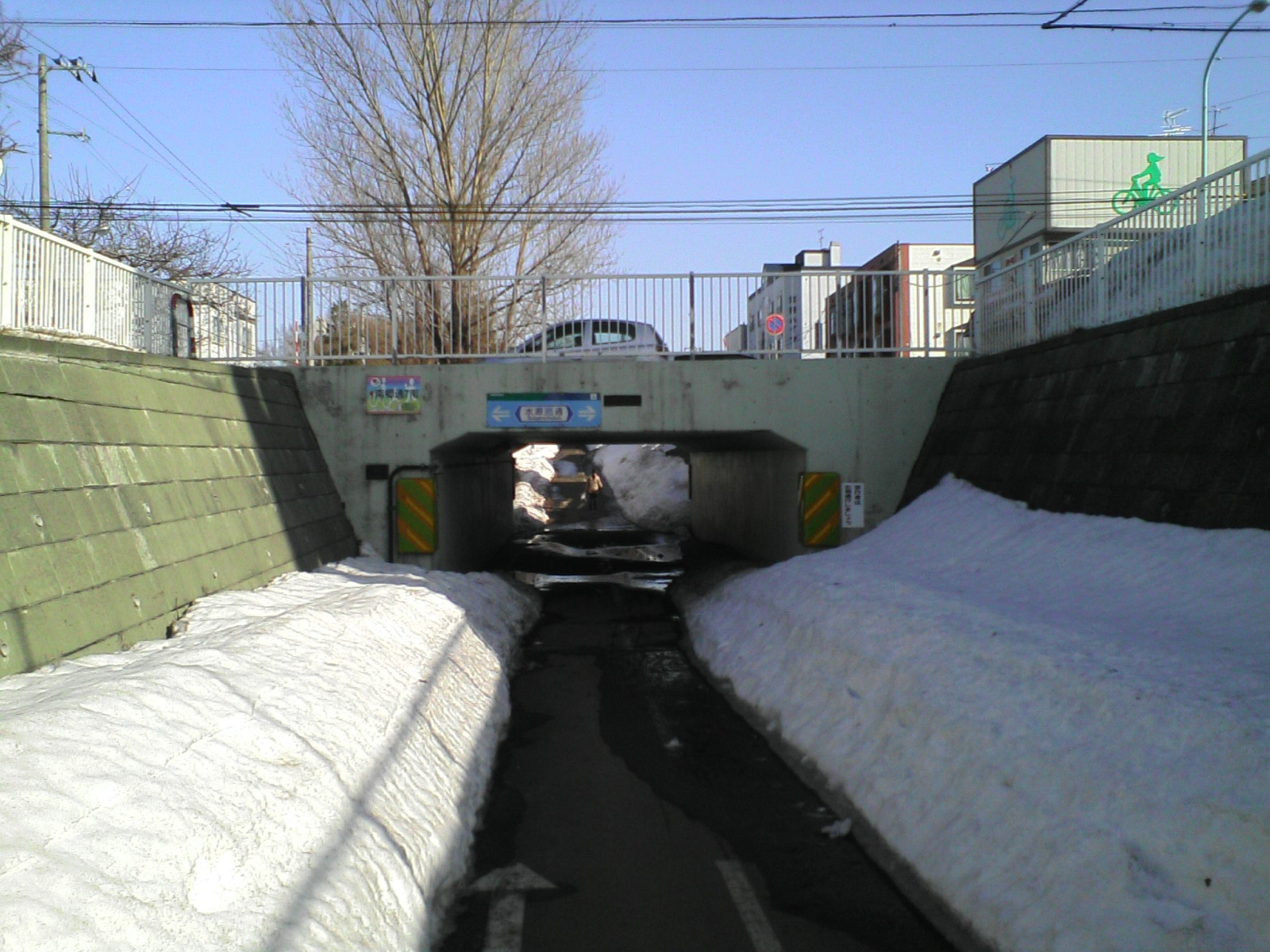
水源池通下の万生トンネル（2008年3月）
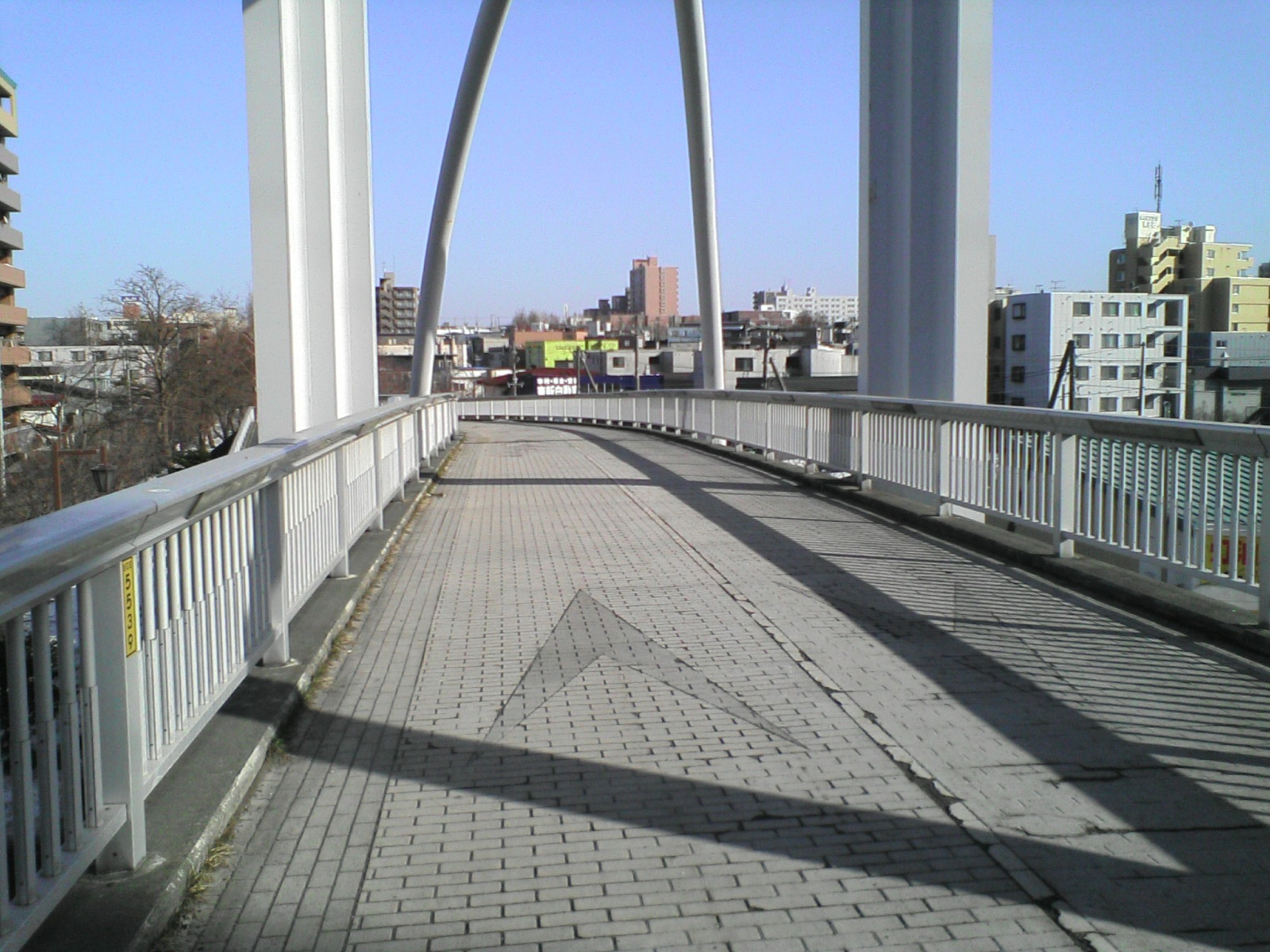
環状通上の環状夢の橋（2008年3月）
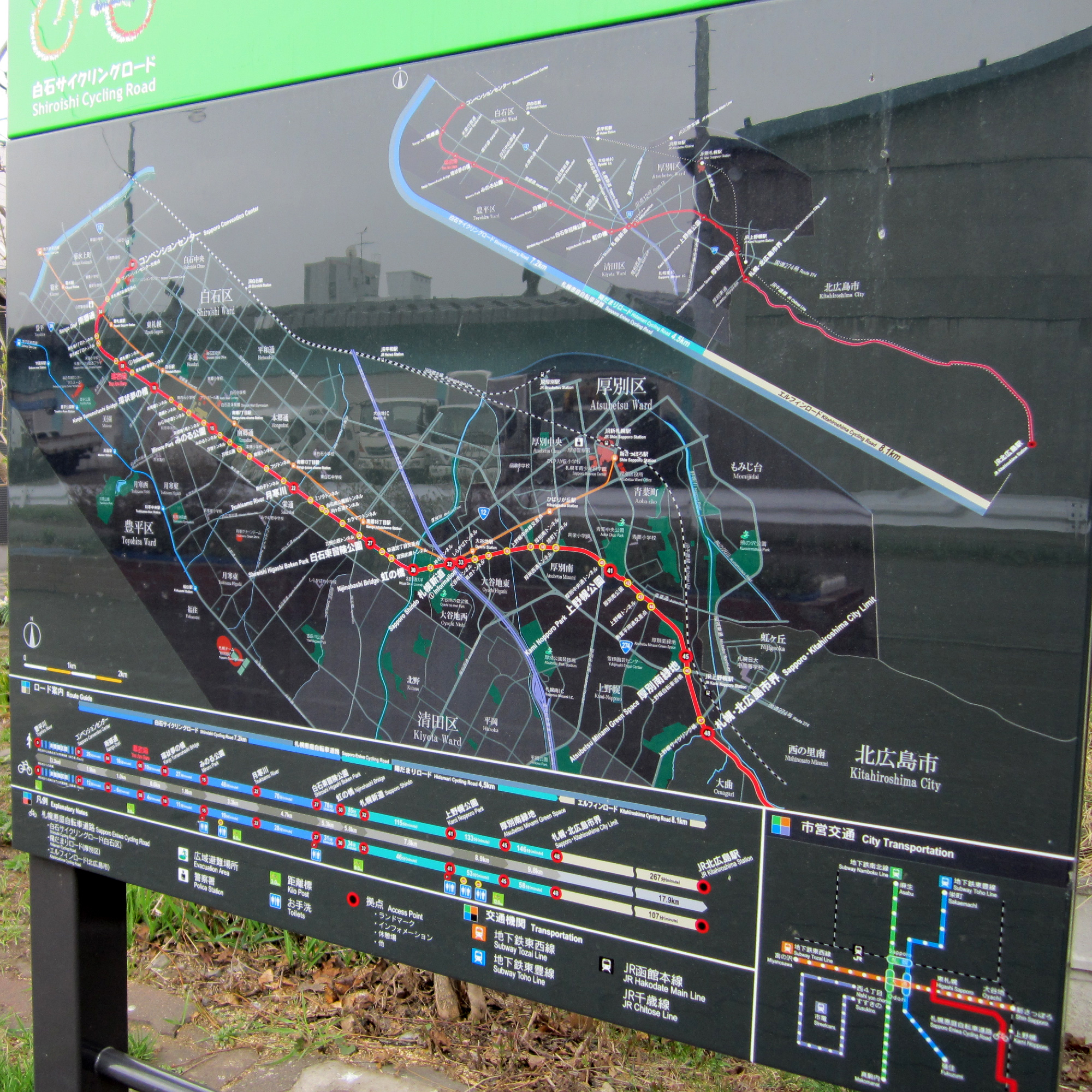
周辺図

## 歴史
- 1997年（平成9年）1月14日 - 札幌北広島自転車道線として路線認定[3]。
- 2004年（平成16年）2月17日 - 路線名を札幌恵庭自転車道線に変更[4]。
- 2004年（平成16年）10月16日 - 札幌市厚別区上野幌から北広島市共栄の間が開通。
- 2008年（平成20年）2月16日 - 厚別区区間の愛称を公募により、「陽だまりロード」に制定[1]。
- 2015年（平成27年）1月30日 -「白石サイクリングロード」部分の愛称を公募により「白石こころーど」に制定。[2]

## 地理

### 通過する自治体
- 石狩振興局
  - 札幌市（白石区 - 厚別区）
  - 北広島市

### 主な交差道路
札幌市
- 北海道道526号東札幌停車場線 - 菊水7条4丁目
- 北海道道3号札幌夕張線 - 菊水6条4丁目
- 北海道道89号札幌環状線 - 東札幌2条6丁目
- 白石中の島通 - 南郷通3丁目南
- 水源池通 - 南郷通7丁目南
- 北海道道453号西野白石線 - 南郷通13丁目南
- 清田通 - 南郷通18丁目南
- 国道274号（札幌新道） - 大谷地西2丁目
- 北海道道3号札幌夕張線 - 大谷地東7丁目
- 北海道道1138号厚別平岡線 - 厚別南2丁目
- 国道274号 - 厚別南7丁目
- 厚別東通 - 上野幌

北広島市
- 北海道道1080号栗山北広島線 - 中央3丁目
- 北海道道371号北広島停車場線 - 中央6丁目

### 主な橋
- 札幌市白石区
  - 環状夢の橋（北海道道89号札幌環状線）
  - 虹の橋（厚別川）
- 札幌市厚別区
  - 上野幌自転車道橋（国道274号）
- 北広島市
  - 裏の沢跨線橋（JR千歳線）

## 自転車施設
- 白石東公園サイクルパーク（白石区）
- 厚別南公園自転車広場（厚別区）
- 自転車の駅（北広島市）

## その他
- 白石こころーど（旧・白石サイクリングロード）区間
  - 札幌市内エリアには桜が植えられており、毎年春には桜並木が咲く。その他、ライラック・白樺なども植えられ秋季には、イチョウなどの黄葉も楽しめる。
  - トンネルには、地域住民が作製したモザイクタイルアートがある。
- エルフィンロード区間
  - 札幌市界から北広島市へ6.5kmの区間は、降雪季には歩くスキーコースとして整備されイベントも開催される。
  - エリア内では、鉄道標識をかたどった道路標識やJR北広島駅および東札幌からのキロ数表示がされている。